# Hartwichs 100! Daniel testet die Deutschen
Hartwichs 100! Daniel testet die Deutschen war eine Ratespielshow, die von Daniel Hartwich moderiert und auf RTL ausgestrahlt wurde.

## Spielablauf
In der Sendung wurden im Gegensatz zu anderen Quizsendungen keine Wissensfragen gestellt. Stattdessen wurden Fragen zum Verhalten von 100 Menschen gestellt. Die 100 Kandidaten, welche im Studio saßen, müssten raten, wie viele von 100 Menschen z. B. bei Wer wird Millionär? über Günther Jauch rat oder wie viele von 100 Ausreden benutzten, um keinen Sex zu haben. Der Kandidat, der die richtige Anzahl erraten hatte oder unter mehreren am schnellsten war kommt auf einen der fünf Stühle. Nachdem die vier Runden durchgespielt waren, gab es vier weitere Einschätzungsfragen, in denen je ein Kandidat verliert, sodass es am Ende einen Sieger gab. Der Sieger gewann 10.000 €.

## Quoten
| Folge | Ausstrahlung  | Zuschauer: Gesamt | Zuschauer: 14 bis 49 Jahre | Marktanteil: Gesamt | Marktanteil: 14- bis 49-Jährige |
| ----- | ------------- | ----------------- | -------------------------- | ------------------- | ------------------------------- |
| 01    | 26. Juni 2015 | 2,18 Mio.         | 1,04 Mio.                  | 8,7 %               | 12,8 %                          |
| 02    | 3. Juli 2015  | 1,91 Mio.         | 1,01 Mio.                  | 8,8 %               | 14,7 %                          |
| 03    | 10. Juli 2015 | 2,13 Mio.         | 1,08 Mio.                  | 8,9 %               | 14,6 %                          |
| 04    | 17. Juli 2015 | 1,62 Mio.         | 0,84 Mio.                  | 7,2 %               | 11,5 %                          |

Legende
- Höchste Quote
- Niedrigste Quote